# ديف بريستول
ديف بريستول (بالإنجليزية: Dave Bristol)‏ هو لاعب كرة قاعدة أمريكي، ولد في 23 يونيو 1933 في ماكون في الولايات المتحدة.

## وصلات خارجية
- ديف بريستول على موقعبيزبول رفرنس.كوم (الدوري الثانوي) (الإنجليزية)
- ديف بريستول على موقع قاعة كارولاينا الشمالية للمشاهير الرياضية (الإنجليزية)